# Szilveszter Csollány
Szilveszter Csollány (n. 13 aprilie 1970, Sopron, Győr-Moson-Sopron, Ungaria – d. 24 ianuarie 2022, Budapesta, Ungaria) a fost un gimnast artistic ce a reprezentat Ungaria, medaliat olimpic. A participat la 3 ediții ale Jocurilor Olimpice (1992, 1996, 2000) în care a câștigat o medalie de aur și o medalie de argint.